# زمین‌لرزه مه ۱۹۷۶ چین
زمین‌لرزه چین  در تاریخ ۲۹ مه ۱۹۷۶ میلادی، برابر با ‎۸ خرداد ۱۳۵۵، ساعت ۱۲:۲۳:۱۸ به زمان یوتی‌سی در چین رخ داد. ژرفای این زلزله ۵٫۸ کیلومتر بود. بزرگی آن ۶٫۷ در مقیاس Mw اعلام شده‌است. زمین‌لرزه به وقت محلی در روز شنبه، ساعت ۲۰ روی داده و منطقه زمانی آن یوتی‌سی +۸ بوده‌است .
سازمان زمین‌شناسی آمریکا نیز رومرکز این زمین‌لرزه را در مختصات ۲۴°۳۴′۱۲″شمالی ۹۸°۵۷′۱۱″شرقی / ۲۴٫۵۷°شمالی ۹۸٫۹۵۳°شرقی و ژرفای آن را در ۸ کیلومتر گزارش کرده‌است. بزرگی برگزیدهٔ این سازمان از میان بزرگی‌های مختلف محاسبه شده ۶٫۹ در مقیاس Ms بوده و از دید اثر، در میان سه دسته‌بندی «نامحسوس»، «محسوس»، «زیان‌آور» یا «با تلفات»، زلزله را «با تلفات» اعلام کرده‌است.
پروژهٔ «تنسور گشتاور مرکزوار» زاویه‌های (راستا، شیب، ریک) گسل سازندهٔ زمین‌لرزه و صفحه عمود بر آن را (°۳۲۳، °۸۰، °۱۷۲-) یا (°۲۳۲، °۸۲، °۱۰-) و نوع گسل را «امتدادلغز» فرارسانده‌است.
شمار کشتگان زلزله حدود ۹۸ نفر و تعداد زخمیان ۲۴۴۲ نفر برآورده شده‌است.